# 第一屆特朗普政府外交政策
唐納德·川普在2017年至2021年的第一次美國總統任期內，以他的不可預測性和違背以往國際承諾而聞名。他打破了外交慣例，對大多數國際對手實施政治和經濟壓力政策，同時加強了與傳統盟友的關係。川普實行了「美國優先」政策，著重民族主義外交政策目標，並將雙邊關係置於跨國協議之上。他將自己描述為民族主義者，同時支持孤立主義、不干預主義和保護主義觀點，儘管「孤立主義」這一詞語一直存在爭議 。他個人讚揚了一些民粹主義、新民族主義、非自由主義和獨裁政府，同時對抗其他政府，儘管美國政府外交官名義上繼續在國外追求民主理想。
在他的任期內，川普政府比自羅納德·雷根 以來的任何一屆政府更加依賴軍事人員，並更多地依賴白宮顧問而不是國務院提供有關國際關係的建議。例如，他將與中東和平進程相關的政策分配給高級顧問賈里德·庫什納。前埃克森美孚執行長雷克斯·蒂勒森是川普的第一任國務卿，由於他在許多其他國家，特別是俄羅斯，的經驗和人脈而被任命。蒂勒森在國務院任職期間，預算削減和川普對白宮顧問的依賴導致媒體報導稱國務院明顯被「邊緣化」。前中央情報局局長邁克·蓬佩奧於2018年4月接替蒂勒森擔任國務卿。
作為「美國優先」政策的一部分，川普政府重新評估了美國之前的多個多國承諾，包括退出《跨太平洋夥伴關係協議》、《中程導彈條約》、聯合國人權理事會和聯合國教育、科學及文化組織以及《美國退出巴黎協定》，並敦促北約盟國增加負擔分擔。川普政府對某些穆斯林占多數的國家實施旅行禁令，並承認耶路撒冷為以色列首都。儘管北韓擴大了核武庫，但作為朝鮮半島無核化努力的一部分，他尋求與北韓領導人金正恩和解。川普讓美國退出伊朗核協議，並加強對伊朗的製裁力度，引發了與伊朗的多次對抗。他加強了對委內瑞拉和尼加拉瓜的敵對行動，同時監督美軍從敘利亞、伊拉克、索馬利亞和阿富汗撤軍，同意塔利班於2021年有條件地從阿富汗全面撤軍。他也增加了美國在非洲的無人機攻擊，並繼續美國的反恐戰爭和打擊伊斯蘭國恐怖組織，包括監督其領導人阿布·貝克爾·巴格達迪於2019年10月的死亡 。2020年1月，川普下令對伊拉克發動無人機攻擊，暗殺了伊朗少將卡西姆·蘇萊曼尼。
川普政府經常利用經濟壓力來推進其外交政策目標。他的進口關稅激怒了貿易夥伴，並引發了與中國的貿易戰。他還簽署了美國-墨西哥-加拿大協定，這是一項取代北美自由貿易協議的大陸貿易協定。川普政府促成了科索沃和塞爾維亞的經濟正常化協議、亞伯拉罕協議，以及隨後與巴林、蘇丹和摩洛哥達成的阿拉伯-以色列正常化協議。